# Eremiaphilidae
Eremiaphilidae é uma pequena família de louva-deus da ordem Mantodea. A maioria não possui asas e geralmente encontram-se em ambientes desérticos. A sua coloração normalmente coincide com a areia ou pedras do seu habitat.

## Géneros
- Eremiaphila Lefebvre, 1835
- Heteronutarsus Lefebvre, 18